# Mario Moreno (Fußballspieler)
Mario Eduardo Moreno Burgos (* 31. Dezember 1935 in Santiago de Chile; † 2. März 2005 ebenda) war ein chilenischer Fußballspieler. Er nahm mit der Nationalmannschaft seines Landes an der Fußball-Weltmeisterschaft 1962 teil.

## Karriere

### Verein
Moreno begann in der Jugend von CSD Colo-Colo mit dem Fußballspielen. 1955 rückte er in die erste Mannschaft auf. Bis 1967 gewann er mit seinem Klub drei Landesmeisterschaften und einmal den nationalen Pokal. 1968 schloss er sich Antofagasta Portuario an, wo er seine aktive Laufbahn 1970 beendete.
Er gehörte 1965 zu den Gründungsmitgliedern der Spielergewerkschaft Sindicato de Futbolistas Profesionales de Chile (SIFUP).

### Nationalmannschaft
Zwischen 1959 und 1964 bestritt Moreno 26 Länderspiele für die chilenische Nationalelf, in denen er fünf Tore erzielte.
Beim Campeonato Sudamericano 1959 in Argentinien bestritt Moreno vier der sechs chilenischen Spiele und erzielte zwei Tore.
Anlässlich der Weltmeisterschaft im eigenen Land berief ihn Nationaltrainer Fernando Riera in das chilenische Aufgebot. Bei dem Turnier wurde Moreno beim 0:2 im letzten Gruppenspiel gegen die Bundesrepublik Deutschland eingesetzt.

## Erfolge
- Chilenischer Meister: 1956, 1960, 1963
- Chilenischer Pokalsieger: 1958